# Чемпионат мира по трековым велогонкам 1909
Чемпионат мира по трековым велогонкам 1909 года прошел с 14 по 23 августа в Копенгагене (Дания). Соревнования проводились в двух дисциплинах — в спринте и в гонке за лидером для любителей и для профессионалов отдельно.

## Медалисты
Профессионалы
| Дисциплина       | Золото       | Серебро        | Бронза       |
| Спринт           | Виктор Дюпрэ | Габриэль Пулан | Вальтер Рутт |
| Гонка за лидером | Жорж Паран   | Луи Даррагон   | Нет Батлер   |

Любители
| Дисциплина       | Золото          | Серебро     | Бронза     |
| Спринт           | Уильям Бейли    | Карл Ноймер | Морис Шиль |
| Гонка за лидером | Леонард Мередит | Морис Кюзин | Жорж Пату  |